# Yezoceryx choui
Yezoceryx choui là một loài tò vò trong họ Ichneumonidae.